# Francie Calfo
Francie Calfo er en fiktiv person i tv-serien Alias, spillet Merrin Dungey. Francie er en af Sydneys nære venner.

## Biografi

### Sæson 1
Tekst mangler, hjælp os med at skrive teksten

### Sæson 2
Tekst mangler, hjælp os med at skrive teksten